# Comuna Preobrajenka, Tomakivka
Preobrajenka (în ucraineană Преображенка) este o comună în raionul Tomakivka, regiunea Dnipropetrovsk, Ucraina, formată din satele Barkove și Preobrajenka (reședința).

## Demografie
Componența lingvistică a satului Preobrajenka
     Ucraineană (95,18%)
     Rusă (4,34%)
     Alte limbi (0,48%)
Conform recensământului din 2001, majoritatea populației satului Preobrajenka era vorbitoare de ucraineană (95,18%), existând în minoritate și vorbitori de rusă (4,34%).